# Lycoming Engines
Lycoming je ameriški proizvajalec civilnih letalskih motorjev. Sedež podjetja je v Williamsportu v ameriški zvezni državi Pensilvanija. Lycoming proizvaja zračnohlajene protibatne (bokser) letalske motorje za športna letala in manjše helikopterje. Lycoming proizvaja tudi turbinske letalske motorje, vendar v manjšem obsegu. 
Podjetje je zgradilo več kot 325 000 batnih motorjev, ki poganjajo več kot polovico svetovnih športnih letal in športnih helikopterjev. 
Lycoming je trenutno del korporacije Avco, ki je sama del podjetja Textron.

## Motorji
Kratice, ki jih Lycoming uporablja pri označevanju letalskih motorjev:
- A-Akrobatski (z oljno črpalko - "drysump")
- AE—Akrobatski (brez oljne črpalke - "wet sump")[2]
- G—z reduktorjem (geared)
- H—Helikopter
- I—Vbrizg goriva (Injected)
- L—Leva rotacija ročične gredi
- M-Za brezpilotna letala
- O—Protibatni oz. bokset (Opposed Cylinders)
- R—Radialni oz. zvezdasti motor
- S-Mehansko polnjeni (Supercharged)
- T—Turbopolnjeni
- V—Vertikalna namestitev (po navadi za helikopterje)
- X—X-motor

### Batni motorji
- Lycoming R-680, 9-valjni zvezdasti motor, 1929, 220–295 hp (164–220 kW), Lycomingov prvi motor
- Lycoming DEL-120, 4-valjni turbodizelski motor[3][4]
- Lycoming O-145, 4-valjni, 1938, (2,37 L)
- Lycoming IO-233-LSA, 4-valjni, 100–116 hp (75–87 kW), oznanjen leta 2008
- Lycoming O-235, 4-valjni, 108–118 hp (81–88 kW),1940, še v proizvodnji, se uporablja na Cessni 152 in podobnih športnih letalih
- Lycoming O-290, 4-valjni, 125 hp (93 kW)
- Lycoming O-320, 4-valjni, 150–160 hp (112–119 kW), na Cessni 172
- Lycoming O-340, 4-valjni
- Lycoming O-360, 4-valjni, 1955,osnova za 540 ain 720
- Lycoming TIO-360-EXP, 4-valjni, 180 hp (134 kW), oznanjen leta 2008, necertificiran, za domazgrajena letala
- Lycoming IO-390, 4-valjni, 210 hp (157 kW)
- Lycoming O-435, 6-valjni, 185–260 hp (137–194 kW)
- Lycoming O-480, 6-valjni
- Lycoming O-540, 6-valjni, 230–350 hp (172–261 kW), se uporablja na Piper Navajo, Comanche,
- Lycoming TIO-541, 6-valjni, izboljšan 540, s turbopolnilnikom na vseh modelih
- Lycoming IO-580, 6-valjni, 300 hp (223 kW), 1997
- Lycoming GSO-580, 8-valjni, originalni "580", v proizvodnji 1948-1961
- Lycoming IO-720, 8-valjni, 400 hp (298 kW), 1961
- Lycoming O-1230
- Lycoming H-2470
- Lycoming XR-7755, 36-valjni, tekočinsko hlajeni X-motor, 5000 hp, 127 L, največji batni letalski motor kdajkoli zgrajen

### Turbinski motorji
- Lycoming T53, turbogredni, 600 hp (447 kW), se je uporabljal na helikopterju Bell UH-1 "Huey"
- Lycoming T53-L 13 845 kW (1.133 hp) se je uporabljal na lokomotivi DB Class 210
- Lycoming T55, turbogredni, 3 750 hp (2 796 kW), na tandem helikopterju Boeing CH-47 Chinook.
- Lycoming PLF1, prvi visokoobtočni ameriški turbofan, ni bil proizvajan
- Lycoming LTS101/LPT101, turbogredni in turbopropelerski
- Lycoming ALF 502, turbofan, zasnovan na podalgi turbogrednega T55, se je uporabljal mna BAe 146 in Bombardier Challenger 600
- Lycoming AGT1500, turbogredni, 1 500 hp (1 119 kW), za pogon tanka M1 Abrams.
- Lycoming TF-40 plinska turbina za pogon hoverkrafta LCAC